# Diócesis de Myitkyina
La diócesis de Myitkyina (en latín: Dioecesis Myitkyinaën(sis) y en birmano: မြစ်ကြီးနားဂိုဏ်းအုပ်သာသနာ) es una circunscripción eclesiástica latina de la Iglesia católica en Birmania, sufragánea de la arquidiócesis de Mandalay. La diócesis es sede vacante desde el 18 de noviembre de 2020.

## Territorio y organización
La diócesis tiene 67 651 km² y extiende su jurisdicción sobre los fieles católicos de rito latino residentes en parte del estado Kachin, del estado Shan y de la región de Sagaing.
La sede de la diócesis se encuentra en la ciudad de Myitkyina, en donde se halla la Catedral de San Columbano.
En 2019 en la diócesis existían 22 parroquias.

## Historia
La prefectura apostólica de Bhamo fue erigida el 5 de enero de 1939 con la bula Birmaniae Septemtrionalis del papa Pío XI, obteniendo el territorio del vicariato apostólico de Birmania del Norte (hoy arquidiócesis de Mandalay).
El 21 de febrero de 1961 en virtud de la bula Quod sacrum del papa Juan XXIII fue elevada a diócesis y tomó su nombre actual, tras el traslado de la sede episcopal.
El 28 de agosto de 2006 cedió una parte de su territorio para la erección de la diócesis de Banmaw mediante la bula Venerabiles Fratres del papa Benedicto XVI.

## Estadísticas
De acuerdo al Anuario Pontificio 2020 la diócesis tenía a fines de 2019 un total de 89 821 fieles bautizados.
| Año                                                                             | Población            | Población | Población      | Sacerdotes | Sacerdotes    | Sacerdotes    | Bautizados por sacerdote | Diáconos permanentes | Religiosos | Religiosos | Parroquias |
| Año                                                                             | Bautizados católicos | Total     | % de católicos | Total      | Clero secular | Clero regular | Bautizados por sacerdote | Diáconos permanentes | Varones    | Mujeres    | Parroquias |
| ------------------------------------------------------------------------------- | -------------------- | --------- | -------------- | ---------- | ------------- | ------------- | ------------------------ | -------------------- | ---------- | ---------- | ---------- |
| 1950                                                                            | 3570                 | 508 526   | 0.7            | 34         | 34            |               | 105                      |                      |            | 26         | 18         |
| 1970                                                                            | 33 941               | 775 000   | 4.4            |            |               |               |                          |                      |            | 29         | 19         |
| 1980                                                                            | 52 280               | 821 000   | 6.4            | 15         | 15            |               | 3485                     |                      |            | 40         | 18         |
| 1990                                                                            | 68 732               | 1 028 000 | 6.7            | 20         | 20            |               | 3436                     |                      | 2          | 68         | 19         |
| 1999                                                                            | 89 181               | 1 500 000 | 5.9            | 35         | 35            |               | 2548                     |                      | 6          | 94         | 25         |
| 2000                                                                            | 93 087               | 1 600 000 | 5.8            | 36         | 36            |               | 2585                     |                      | 6          | 96         | 25         |
| 2001                                                                            | 94 190               | 1 600 000 | 5.9            | 36         | 36            |               | 2616                     |                      | 6          | 103        | 25         |
| 2002                                                                            | 90 460               | 2 000     | 4.5            | 42         | 42            |               | 2153                     |                      | 6          | 110        | 23         |
| 2003                                                                            | 92 676               | 2 000     | 4.6            | 46         | 46            |               | 2014                     |                      | 6          | 117        | 26         |
| 2004                                                                            | 98 351               | 2 000     | 4.9            | 42         | 42            |               | 2341                     |                      | 6          | 119        | 27         |
| 2006                                                                            | 72 930               | 1 545 454 | 4.7            | 39         | 33            | 6             | 1870                     |                      | 2          | 70         | 17         |
| 2013                                                                            | 86 608               | 1 108 000 | 7.8            | 39         | 37            | 2             | 2220                     |                      | 6          | 96         | 19         |
| 2016                                                                            | 85 856               | 1 135 661 | 7.6            | 36         | 35            | 1             | 2384                     |                      | 5          | 126        | 20         |
| 2019                                                                            | 89 821               | 1 166 440 | 7.7            | 52         | 41            | 11            | 1727                     |                      | 18         | 129        | 22         |
| Fuente: Catholic-Hierarchy, que a su vez toma los datos del Anuario Pontificio. |                      |           |                |            |               |               |                          |                      |            |            |            |

## Episcopologio
- Patrick Usher, S.S.C.M.E. † (7 de enero de 1939-13 de octubre de 1958 falleció)
- John James Howe, S.S.C.M.E. † (18 de julio de 1959-9 de diciembre de 1976 renunció)
- Paul Zingtung Grawng † (9 de diciembre de 1976-24 de mayo de 2003 nombrado arzobispo de Mandalay)
- Francis Daw Tang (3 de diciembre de 2004-18 de noviembre de 2020 renunció)
  - Cardenal Charles Maung Bo, S.D.B., desde el 18 de noviembre de 2020 (administrador apostólico)